# Рональд Кібл
Рональд Кібл  (англ. Ronald Keeble, 14 січня 1946) — британський велогонщик, олімпійський медаліст.

## Виступи на Олімпіадах
| Олімпіада   | Дисципліна                                 | Місце      |
| ----------- | ------------------------------------------ | ---------- |
| Мехіко 1968 | Командна гонка переслідування, 4000 метрів | 2 h10 r1/4 |
| Мюнхен 1972 | Командна гонка переслідування, 4000 метрів | 3          |

## Зовнішні посилання
- Досьє на sport.references.com